# Harold Whitlock
Hector Harold Whitlock  (ur. 16 grudnia 1903 w Hendon w Barnet, dzielnicy Londynu, zm. 27 grudnia 1985 w Wicklewood w hrabstwie Norfolk) – brytyjski lekkoatleta chodziarz, mistrz olimpijski z Berlina.
Rozpoczął pasmo sukcesów w chodzie sportowym od zajęcia 2. miejsca w mistrzostwach Wielkiej Brytanii w chodzie na 50 kilometrów w 1931. W 1932 zwyciężył w chodzie z Hastings do Brighton na dystansie 37 mil. Powtórzył to osiągnięcie w 1934. W latach 1934–1937 wygrywał chód z Londynu do Brighton (52 mile). W 1933 i od 1935 do 1939 był mistrzem Wielkiej Brytanii w chodzie na 50 kilometrów, a w 1939 dodatkowo także na 20 mil.
Po zwycięstwie w mistrzostwach Wielkiej Brytanii w 1936 był jednym z faworytów chodu na 50 kilometrów na igrzyskach olimpijskich w Berlinie i nie zawiódł zdobywając złoty medal, mimo że na trasie chorował i musiał się zatrzymywać z powodu torsji. Zwyciężył wyprzedzając drugiego na mecie Arthura Schwaba ze Szwajcarii o blisko półtorej minuty.
Whitlock został również mistrzem w chodzie na 50 km podczas mistrzostw Europy w 1938 w Paryżu. Wyprzedził drugiego na mecie Herberta Dilla z Niemiec o ponad 2 minuty.
II wojna światowa spowodowała przerwę w karierze lekkoatletycznej Whitlocka. Od 1946 startował tylko sporadycznie. Zajął w tym roku 2. miejsce w mistrzostwach Wielkiej Brytanii w chodzie na 20 mil. W 1952 był trzeci w mistrzostwach W. Brytanii na 50 kilometrów, co w wieku 48 lat dało mu nominację na igrzyska olimpijskie w 1952 w Helsinkach. W chodzie na 50 kilometrów na igrzyskach startował również jego młodszy brat Rex, który zajął 4. miejsce, a Harold Whitlock był 11.
Później Whitlock był znanym działaczem sportowym, trenerem chodu i sędzią. Jego podopiecznym był mistrz olimpijski w igrzysk w 1960 w Rzymie Don Thompson. W 1957 wydał podręcznik chodu sportowego zatytułowany Race Walking.
W 1966 otrzymał Order Imperium Brytyjskiego.